# Paul Schützenberger

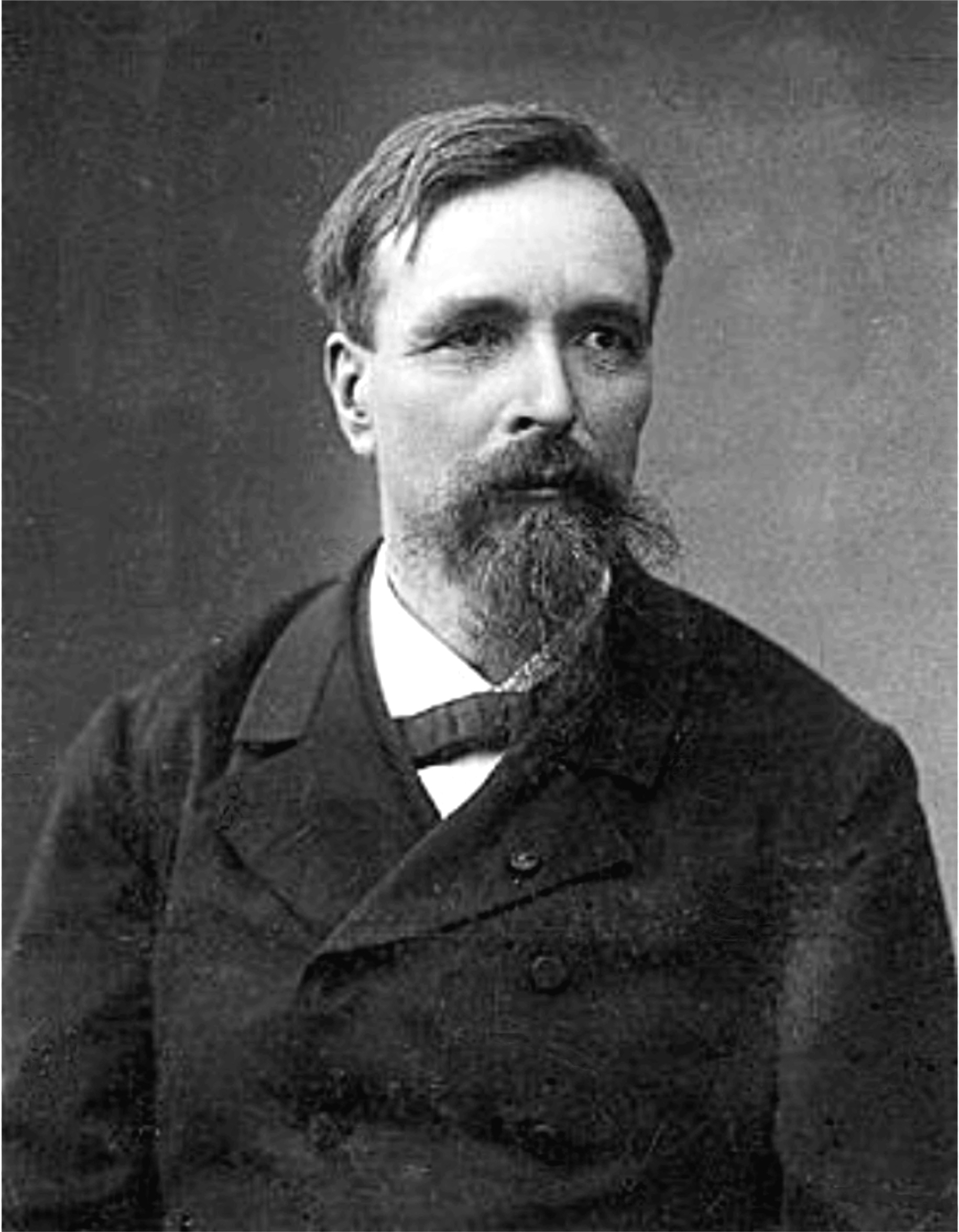

Paul Schützenberger (* 23. Dezember 1829 in Straßburg; † 26. Juni 1897 in Mézy-sur-Seine) war ein französischer Chemiker.

## Leben
Sein Vater Georges Frédéric Schützenberger (1779–1859) war Jura-Professor in Straßburg und sein Onkel Charles Schützenberger (1809–1881) Professor für medizinische Chemie.
Schützenberger studierte zunächst Naturwissenschaft in Straßburg mit dem Bakkalaureats-Abschluss unter Louis Pasteur 1849 und war dann Assistent (Präparator) von J. F. Persoz (1805–1868) am Conservatoire des arts et métiers in Paris, wo er sich mit Färberei und Drucken befasste. Ab 1854 lehrte er an der Gewerbeschule in Mülhausen mit dem Professorentitel ab 1855.
Außerdem studierte er weiter in Straßburg Chemie und Medizin. 1855 wurde er dort zum Dr. med. promoviert.
1863 wurde er an der Sorbonne in Chemie promoviert (mit einer Arbeit über Acetate, er stellte Chloracetat und Iodtriacetat her). Er war bis 1865 Professor für Chemie an der École Supérieure des Sciences in Mühlhausen. Danach war er Assistent von Antoine-Jérôme Balard am Collège de France
(außerdem war er ab 1868 stellvertretender Direktor der neu gegründeten École pratique des hautes études) und folgte diesem 1876 auf den Lehrstuhl für Chemie (Anorganische Chemie, Chimie mineralogique).
1882 wurde er außerdem Direktor der École municipale de Physique et de Chimie in Paris. Beide Stellen hatte er bis zu seinem Tod. 1872 wurde ihm von der Académie des sciences der Jecker-Preis verliehen. Seit dem 17. Dezember 1888 war er Mitglied der Académie des sciences.
Er ist insbesondere für die Entdeckung von Celluloseacetat 1865 (mit Laurent Naudin) bekannt. Weiter befasste er sich unter anderem mit physiologischer Chemie und Chemie der Gärung, Farbstoffen, mit Metallcarbiden, Platinsalzen (Platin(II)-chlorid), Isolierung seltener Erden und der Analyse von Alkaloiden. Er untersuchte Pflanzenfarbstoffe, isolierte Alizarin und Purpurin als Farbstoffe des Krapps, Carminsäure aus der Cochenille und Luteolin aus Färber-Wau. 1869 isolierte er erstmals Natriumdithionit (das er fälschlich als Natriumhydrosulfit bezeichnete), das er als Reduktionsmittel in der Küpenfärberei benutzte (Hydrosulfitküpe).

## Schriften
- Chimie appliquée à la physiologie et à la pathologie animale. 1863
- Traité des matières colorantes. 1867
  - Deutsche Übersetzung: Die Farbstoffe mit besonderer Berücksichtigung ihrer Anwendung in der Färberei und Druckerei. 2 Bände. Berlin / Oppenheim 1869/69
- Les Fermentations. 1875
  - Deutsche Übersetzung: Die Gärungserscheinungen. Brockhaus, 1876
- Traité de chimie générale. 7 Bände. 1880–1894